# Промінська сільська рада (Солонянський район)
Промінська сільська рада — колишній орган місцевого самоврядування у Солонянському районі Дніпропетровської області з адміністративним центром у с. Промінь. Існував з 1997 по 2015 роки.

## Населені пункти
Сільській раді підпорядковувалися населені пункти:
- с. Промінь
- с. Голубинівка
- с. Дальнє
- с. Карайкове
- с. Матросове
- с. Якимівка

## Склад ради
Рада складається з 12 депутатів та голови.

## Керівний склад сільської ради
| ПІБ                         | Основні відомості                                                                             | Дата обрання | Дата звільнення |
| --------------------------- | --------------------------------------------------------------------------------------------- | ------------ | --------------- |
| Федорчук Василь Юрійович    | Сільський голова, 1967 року народження, освіта, член Всеукраїнського об'єднання «Батьківщина» | 26.03.2006   | 31.10.2010      |
| Драницька Тетяна Михайлівна | Сільський голова, 1965 року народження, освіта вища, член Партії регіонів                     | 31.10.2010   | 13.11.2015      |

Примітка: таблиця складена за даними джерела